# Teemaschine
Eine Teemaschine (oder auch Teeautomat) ist ein elektrisches Haushaltsgerät, das der automatisierten Zubereitung von Tee dient. Entsprechende Geräte werden seit Beginn des 20. Jahrhunderts angeboten. Heute gibt es Systeme, die sich nach technischen Funktionsprinzipien und Automationsgrad unterscheiden lassen.

## Geschichte

### Vorläufer
Die insbesondere in Russland verbreiteten Samoware wurden anfänglich mit Holzkohle oder Petroleum beheizt: In einem Wasserkessel, oft aus Metall, wurde Wasser erhitzt und heiß gehalten. Es konnte mit einem Ablasshahn entnommen werden. Bei seiner Nutzung zur Teebereitung wird auf den Deckel des Samowars eine kleine Extra-Kanne platziert. In ihr befindet sich ein Teekonzentrat aus wenig Wasser und einer großen Menge Teeblättern. Das Konzentrat lässt sich viele Stunden warmhalten und verwenden. Moderne Samoware funktionieren, wie bei heutigen Wasserkochern üblich, mit elektrischen Heizelementen.
Inwieweit die ostfriesische Teemaschine, auch Teeurne genannt, eine Sonderentwicklung darstellt, ist nicht geklärt. Der Hauptunterschied zum Samowar liegt darin, dass das Getränk in einem großen Behälter (Kessel beziehungsweise Urne) warmgehalten wurde. Zwei grundsätzliche Prinzipien sind denkbar gewesen: Zum einen konnte extern zubereiteter Tee in den Flüssigkeitsbehälter der „Maschine“ gegeben werden, um bei Bedarf über einen Zapfhahn entnommen zu werden. Zum anderen wurde heißes Wasser auf lose Teeblätter gegeben. In beiden Fällen galt: Das Getränk wurde durch glühende Holzkohle warmgehalten. Diese befand sich unterhalb des Teekessels, aber auch in einem kaminartigen Innenrohr des Kessels beziehungsweise der Urne.

### Clarkes Teemaschine
Frank Clarke, ein Büchsenmacher aus Birmingham, stellte 1902 die erste funktionstüchtige automatische Teemaschine vor. Zuvor hatte er die Originalmaschine und alle Rechte von ihrem Konstrukteur Albert E. Richardson erworben, einem Uhrmacher aus Ashton-under-Lyne, Lancashire. Ein Wecker sorgte für das automatische Zünden eines Streichholzes, das seinerseits Brennspiritus entzündete. Dieser erhitze Wasser in einem Wasserkessel. Im Kessel befand sich ein Plättchen, das bei ausreichender Hitze einen Klappmechanismus auslöste, durch den das heiße Wasser in die Teekanne floss. Zugleich wurde der Spiritus gelöscht. Der Wecker klingelte erneut. Clarkes Teemaschine galt als nicht ungefährlich, weil dem richtigen Zündzeitpunkt des Streichholzes entscheidende Bedeutung zukam.

### Teasmade
Die erste am Markt erfolgreiche Maschine hat 1936 William Hermann Brenner Thornton (1899–1977) patentieren lassen. Sie ging 1937 unter dem Namen Teasmade in Serienproduktion, nachdem das Unternehmen Goblin die Rechte erworben hatte. Man füllte Wasser in den Erhitzer und legte einen Teebeutel in die Kanne. Zum individuell voreingestellten Zeitpunkt startete das Erhitzen des Wassers. Verdampftes Wasser gelangte über eine Röhre in die Teekanne, gleichzeitig wurde ein Wecker ausgelöst und das Licht eingeschaltet. Auf diese Weise war es möglich, gleich morgens am Bett Tee zu trinken.
Während des Zweiten Weltkrieges wurde das Gerät nicht produziert. Ende der 1960er Jahre kam es wieder in Mode, die Verkaufszahlen lagen bei 300.000 Stück jährlich. In Spitzenzeiten sollen sich in zwei Millionen Haushalten Teasmade-Geräte befunden haben. Die Teasmade erlebte Ende der 2000er Jahre ein Comeback.

### Jüngste Entwicklung
Die Entwicklung verschiedener Teeautomaten für Privathaushalte nahm im zweiten Jahrzehnt des 21. Jahrhunderts an Fahrt auf. Die Breite des Angebots ist mit der von Kaffeeautomaten allerdings nicht vergleichbar.

## Typen
Im Markt konkurrieren unterschiedliche Teemaschinen miteinander. Funktionsprinzipien und Automationsgrad dieser Geräte differieren.

### Heißwasserspender
Sie erhitzen Wasser zügig und sind in Gestalt und Technik Wasserkocher in Automatenform. Auf eine Aufgusskammer für losen Tee wird verzichtet. Das Heißwasser ergießt sich sofort über den Tee, der Tee wird zuvor nicht „erweckt“, mehrfache Aufgüsse sind nicht vorgesehen.

### Kapselsysteme
Diese Automaten bereiten Tee mit Hilfe von Portionskapseln für den Einmalgebrauch zu. Häufig werden die Automaten und die Kapseln zumindest eine Zeit lang gemeinsam angeboten, Drittanbieter werden ferngehalten.

### Systeme mit Siebeinsatz
Diese Geräte sind für die Zubereitung größerer Mengen von Tee und damit auch von Tee aus losen Teeblättern konzipiert. Technisch handelt es sich um Systeme, die aus einem Wasserkocher samt Teesiebeinsatz bestehen; der Siebeinsatz kann dabei in den Kocher integriert oder in einer separaten Kanne platziert sein.

### Systeme mit automatischer Aufgusskammer
Derartige Teemaschinen sind ebenfalls für die Zubereitung größerer Teemengen ausgelegt. Eine Aufweck-Funktion ist nicht vorgesehen, Mehrfachaufgüsse sind manuell möglich. Die Geräte bieten nach Teearten und -sorten unterschiedliche Programme an und erlauben in der Regel zudem die Vorwahl von Brühstärken. Einige Siebe öffnen nach dem Ende des Ziehvorgangs automatisch ein Ventil, damit der fertige Tee in eine darunterliegende Kanne abfließen kann. Andere Systeme verfügen über Siebe, die per Liftfunktion für den Ziehvorgang automatisch gesenkt und anschließend angehoben werden.

### Vollautomaten
Einige Systeme werden auch als Teevollautomaten bezeichnet. Sie funktionieren ähnlich wie Kaffeevollautomaten und verfügen teilweise über automatisierte Programme, bei denen die Wasserhärte durch einen Wasserfilter berücksichtigt wird. Der Tee wird aufgeweckt, Mehrfachaufgüsse sind möglich. Reinigung und Entkalkung erfolgen automatisch.

### Kombigeräte
Einzelne Hersteller bieten Kombigeräte an, die zur Kaffee- und zur Teezubereitung dienen.

### Profi-Maschinen
Aufgrund des besonderen Einsatzumfelds werden in der Gastronomie andere Teemaschinen eingesetzt. In der Regel sind sie für große Teemengen ausgelegt.

## Trivia
Das Musikvideo zum Song I Want to Break Free der britischen Rockband Queen zeigt gleich zu Beginn eine Teasmade-Teemaschine.
Die Teemaschine Teasmade galt in den 1990er Jahren als Symbol der Erstarrung, als Norma Mayor, die Ehefrau des britischen Premierministers John Major, mitteilte, im Schlafzimmer von Downing Street 10 befände sich ein solches Gerät.

## Galerie

Teemaschinen im Bild
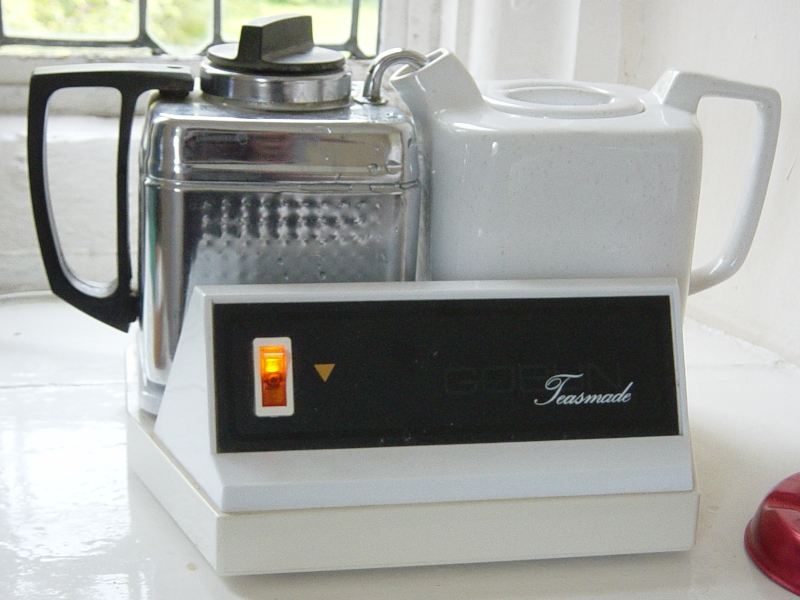
Teasmade (Goblin)
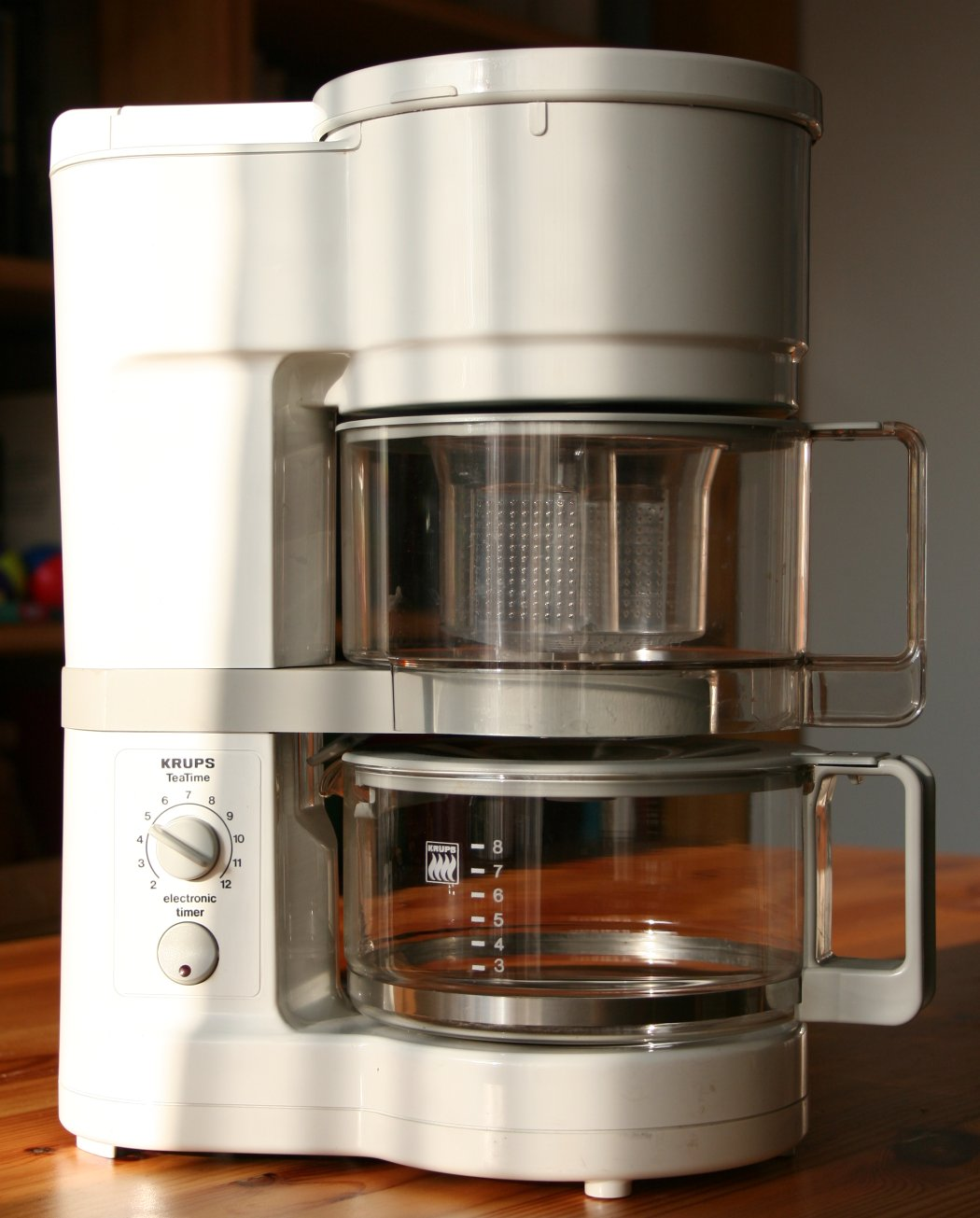
TeaTime (Krups)
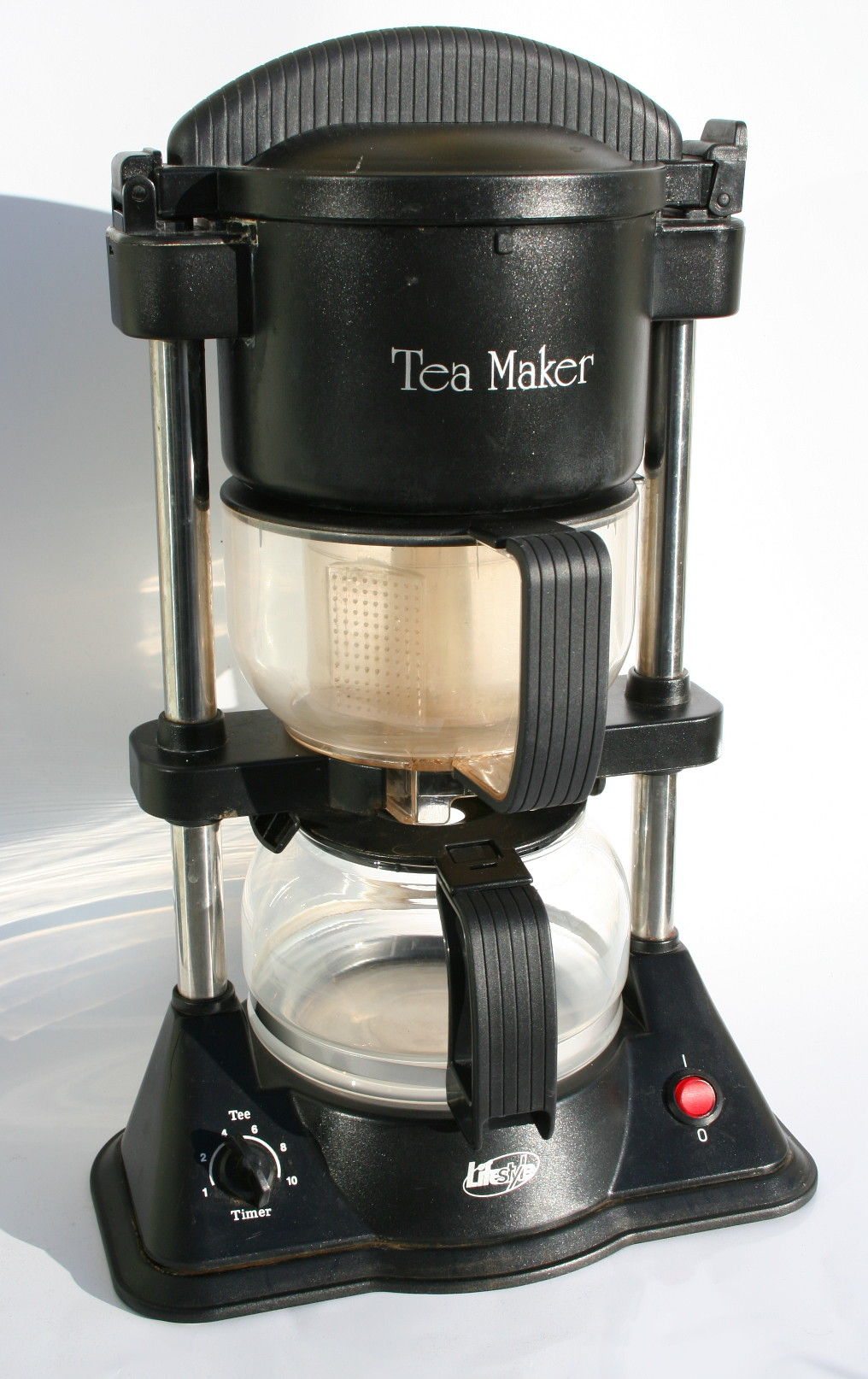
Tea Maker von (Lifestyle)

## Anhang